# Auvers-le-Hamon
Auvers-le-Hamon település Franciaországban, Sarthe megyében. Lakosainak száma 1458 fő (2022. január 1.). Auvers-le-Hamon Juigné-sur-Sarthe, Beaumont-Pied-de-Bœuf, Bouessay, Saint-Loup-du-Dorat, Asnières-sur-Vègre, Poillé-sur-Vègre, Sablé-sur-Sarthe és Val-du-Maine községekkel határos.

## Népesség
A település népességének változása:
| Lakosok száma | 1519 | 1506 | 1526 | 1473 | 1472 | 1478 | 1484 | 1471 | 1458 |
|               | 2013 | 2015 | 2016 | 2017 | 2018 | 2019 | 2020 | 2021 | 2022 |